# 震洋八幡神社
震洋八幡神社是一個臺灣日治時期的一座營內神社，地點在高雄市左營區，鳳山縣舊城西門砲臺旁邊的城牆上。今只遺留本壇基座、石階及手水缽。

## 祭神
震洋八幡神社屬當時駐紮在高雄的大日本帝國海軍水上特攻隊(震洋隊)的營內社，祭祀的主要對象為应神天皇、仲哀天皇、神功皇后、仁德天皇以及保食神。

## 歷史
太平洋战争後期，日本帝國明顯陷入頹勢。在美軍攻下沖繩群島後，美軍登入日本本土已是時間問題，為避免此情況，日本遂投入有限資源研發可逆轉戰勢的特攻武器。而此時期海軍研發出震洋，遂將此武器投入使用，並在各處配置震洋隊，包括臺灣島。
而此神社建於第二十震洋隊(薄部隊)的基地，即舊縣城的城牆上。據金子展也推測，此建社時間應當在昭和20年初期(1945)，祭神則是從著名軍港佐世保市的龜山八幡宮請分靈而來的。但其因日本戰敗投降之故，便在戰敗後進行奉燒儀式，將其可燃之物進行焚燒，包括本殿與鳥居。

## 建築

#### 本殿基壇
基壇由水泥和鵝卵石砌成，內部包覆紅磚，底座尺寸為長130公分、寬120公分、高68公分。基壇頂部尺寸為長94公分、寬80公分，並在其上方設有水泥平臺，用於放置木製神殿。基壇下方有一水泥底座，內圍底座尺寸為長158公分、寬120公分，外圍底座尺寸為長208公分、寬205公分。外圍石垣表面使用洗石子材質，石垣上設有6個枘穴，用以支撐木製構造物。因此，推測原始結構除了基壇上方的神殿外，四周應該還有類似圍籬的構造物。

#### 本殿
根據《回想薄部隊》的卷首插圖，1945年在左營舊城城牆上拍攝的照片顯示，震洋神社的本壇基座上方有木造神殿，神殿屋頂有「千木」（交叉長木）和三個「鰹木」。神社的建築風格接近「神明造」和「流造」的混合體，正面屋頂向前延伸，形成弧線。從照片及現地設施尺寸推測，震洋神社的神殿屋頂至地面高度約2.0公尺，設置在寬度僅3公尺的城牆馬道上。5位神社建造者坐在神殿前方的城牆馬道上，留下震洋神社的具體影像。由於建造者的軍服與薄部隊隊員相同，可以推測震洋神社是由第20震洋隊自行建造的。

#### 手水缽
由水泥砌造，內包覆紅磚，尺寸為長80公分、寬50公分、高42公分。手水缽上方的橢圓形水盆在戰後被填滿混凝土。手水缽的東、南、西三面有精緻的「雙勾玉」圖案，北面覆面已脫落，無法確定是否有圖案。北面側面下方有一直徑2公分的鐵製水管，用於導出水盆中的水，因此確定其為神社的手水缽。「勾玉」是一種逗號或月牙狀的首飾。在日本，數個勾玉組成的圓形圖案稱為「巴」（ともえ），象徵著宇宙無限力量或大地的旋轉，常見於佛教和神道教的建築上。震洋神社手水缽上的雙勾玉為「二つ巴紋」（右二巴），是日本歷史故事「忠臣藏」主角大石內藏助家族的家徽。大石內藏助家族的家徽「二つ巴紋」成為赤穗市大石神社的花紋，並在通往神社的「巴橋」上豎立「二つ巴紋」花紋石。震洋神社手水缽為何採用忠臣藏家族的「二つ巴紋」，文獻中無記載，但其可能與忠臣藏故事中為主君殉死的精神有關。

#### 其他
本殿四周設有木欄，區隔本殿與外界區域，木欄由欄杆和欄板組成，欄杆之間透空，這也解釋了木欄杆架在外圍石垣榫穴內。此外，震洋神社右側前方的城牆馬道上種有小棵的松樹（或龍柏），營造出肅穆的祭祀氛圍。神社的建築包括本殿、鳥居、參道、手水缽、石燈籠等，但由於戰地條件的限制，部分建築物被減少。左營的震洋神社遺址並未發現鳥居及石燈籠的遺構，推測可能是因為1945年初建造神社時，美軍已經頻繁偵查及轟炸，且城牆馬道空間狹小，因此未建造鳥居及石燈籠。